# گواریانته اسکیننری
گواریانته اسکیننری (نام علمی: Guarianthe skinneri) نام یکی از گونه‌های ثعلبیان است.
گواریانته اسکیننری گل ملی کشور کستاریکا است.